# Script Kiddie
Script Kiddie (от англ., чете се скрипт-кѝди). Думата е пренебрежително название на човек, който извършва атаки над компютри с помощта на програми, написани от други (опитни хакери), и с много малко познания за начина им на работа. Представителите на тази група не са експерти или програмисти и имат повърхностни знания в компютърната област. Обикновено уменията им стигат до обезобразяване на уебсайтове или извършване на DoS-атаки. Повечето от тях са тийнейджъри и действат мотивирани от тръпката или за да увеличат репутацията си сред своите връстници.
С.К. използват за своите атаки предимно операционната система Уиндоус, но по-напредналите от тях са запознати и с Линукс. Програмите, които употребяват са лесно откриваеми в интернет. Това са напр. софтуера за DoS-атаки WinNuke, троянските коне Back Orifice, NetBus и Sub7, също и програми, като Metasploit, Zenmap, и др. уеб и порт-скенери.
Някои С.К. създават и вируси използвайки готови програми (напр. Visual Basic Worm Generator), като вирусите/червеите „Анна Курникова“ и „ILOVEYOU“, станали популярни в началото на 2000 г. Повърхностните познания на авторите на тези вируси и недостатъчното прикриване на следите им, довеждат до техните арести от полицията. 